# Leucauge japonica
Leucauge japonica là một loài nhện trong họ Tetragnathidae.
Loài này thuộc chi Leucauge. Leucauge japonica được miêu tả năm 1881 bởi Thorell.